# Alexander Nunataks
Alexander Nunataks är nunataker i Antarktis. De ligger i Östantarktis. Australien gör anspråk på området.